# رايلين
ستايسي هيرش (المولودة بيرنشتاين)، المعروفة مهنيًا باسم رايلين، (بالإنجليزية: Stacey Hirsch)‏، هي ممثلة أفلام إباحية أمريكية. ولدت في يوم 12 فبراير 1977 في مدينة غليندورا، لوس أنجليس، كاليفورنيا في الولايات المتحدة

## روابط خارجية
- رايلين على موقع IMDb (الإنجليزية)
- رايلين على موقع قاعدة بيانات الفيلم (الإنجليزية)
- رايلين على موقع كينوبويسك (الروسية)